# Joe Baca

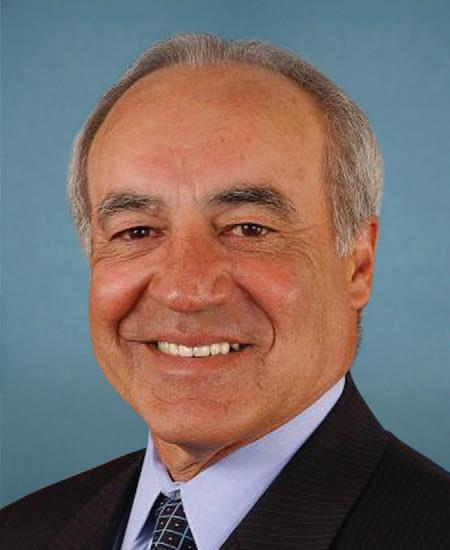
Joe Baca

Joe Baca, född 23 januari 1947 i Belen, New Mexico, är en amerikansk demokratisk politiker. Han var ledamot av USA:s representanthus 1999–2013.
Baca föddes som det femtonde och yngsta barnet i ett spansktalande hem i New Mexico. Han flyttade som barn med familjen till Kalifornien.
Baca tjänstgjorde 1966–1968 i USA:s armé. Han utexaminerades 1971 från California State University.
Kongressledamoten George Brown, Jr. avled 1999 i ämbetet. Baca vann fyllnadsvalet för att efterträda Brown i representanthuset. Han omvaldes sex gånger.